# نورمان ستيفنز (لاعب كريكت)
نورمان ستيفنز (1910 في المملكة المتحدة - 2 ديسمبر 1993 في المملكة المتحدة)  (بالإنجليزية: Norman Stevens)‏ هو لاعب كريكت بريطاني (وحمل سابقاً جنسية المملكة المتحدة لبريطانيا العظمى وأيرلندا). لعب مع نادي مقاطعة نورثامبتونشير للكريكت ‏.